# Скам'янілості озера Мунго

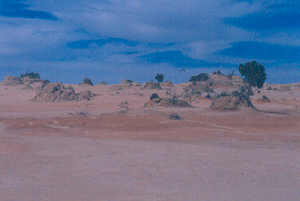
Узбережжя озера Мунго.

Скам'янілості озера Мунго (англ. Lake Mungo remains) — рештки трьох відомих наборів скам'янілостей: Lake Mungo 1, також звана леді Мунго (а також LM1 і ANU-618; англ. Lady Mungo), Lake Mungo 3, що також називається чоловіком Мунго (а також LM3 і Lake Mungo III; англ. Mungo Man), і Lake Mungo 2 (LM2), знайдені в дюнах озера Мунго.
Озеро Мунго знаходиться у Новому Південному Уельсі (Австралія) і входить у список Всесвітньої спадщини ЮНЕСКО у складі озерного району Уїлландра.
Рештки LM1 було виявлено в 1969 році і є прикладом однієї з найстаріших кремацій. LM3, виявлений в 1974 році, був одним з перших людей, які жили на австралійському континенті, який, як вважають учені, жив між 68 і 40 тисячами років тому, в епоху плейстоцену. На сьогодні скам'янілості Мунго є прадавніми анатомічно сучасними рештками людини, знайденими в Австралії. Їх точний вік є предметом тривалої суперечки.
У одного зі зразків ученим вдалося визначити мітохондріальну гаплогруппу S (субклади S2).

### Ресурси Інтернету
- Lake Mungo I. University of New England. Архів оригіналу за 23 березня 2013. Процитовано 30 березня 2006.
- Anne-Marie, Cantwell, «Who Knows the Power of His Bones»: Reburial Redux, Annals of the New York Academy of Sciences (2000).
- General Anthropology Bulletin of the General Anthropology Division Vol. 10, No. 1, P. 1–15, (2003)
- Lake Mungo 3. University of New England. Архів оригіналу за 23 березня 2013. Процитовано 11 вересня 2005.
- New age for Mungo Man, new human history. University of Melbourne. Архів оригіналу за 22 червня 2005. Процитовано 11 вересня 2005.
- Mungo Mania. The Lab – Australian Broadcasting Corporation. Архів оригіналу за 23 березня 2013. Процитовано 11 вересня 2005.
- Mungo Man – the missing link?. Convict Creations. Архів оригіналу за 23 березня 2013. Процитовано 11 вересня 2005.
- Cooper A, Poiner HN (2000). Ancient DNA: Do It Right or Not at All. Science. 289 (5482): 1139. doi:10.1126/science.289.5482.1139b. PMID 10970224.
- http://www.ncbi.nlm.nih.gov/pubmed/10330330